# Акаки Чхенкели
Акаки Чхенкели (груз. აკაკი ჩხენკელი (1874. - 5. јануар 1959) био је грузијски социјалдемократски политичар и публициста који је деловао као један од вођа мењшевичког покрета у Русији и Грузији. 1918. године вршио је функцију премијера и министра спољних послова Закавкаске демократске федеративне републике, а потом је постао министар спољних послова Демократске Републике Грузије. 1921. године именован је за грузијског амбасадора у Француској, мада није могао да служи јер је Црвена армија напала Грузију. Његов млађи брат био је лингвиста Кита Чхенкели.

## Живот
Рођен је у граду Хони провинција Кутаиси, у Грузији, тада делу царске Русије, у племићкој породици. Његови родитељи, Иван и ирина, имали су деветоро деце. Дипломирао је на универзитетима у Кијеву, Берлину и Лондону, био је правник и стручњак за књижевност. Придружио се социјалдемократском покрету 1898. године и прикључио се мењшевичкој фракцији 1903. године. Учествовао је у Руској револуцији 1905. и накратко је ухапшен након тога. Изабран је у Четврту Државну думу где се залагао за самоопредељење  народа Русије. После Фебруарске револуције 1917. године, радио је за Специјални закавкаски комитет као комесар за унутрашње послове и изабран је у јуну 1917. за члана Централног руског извршног комитета.
У марту 1918. водио је делегацију у Трабзону да преговара са Османским царством о територији која је уступљена Уговором из Брест-Литовска, а то је Батуми; како Грузија није консултована, они нису били вољни да се одрекну земље. Међутим, отоманска делегација одбила је да послуша, јер Грузијци нису били страна у уговору, нити призната држава. До 10. априла Чхенкели је пристао да искористи Уговор као основу за преговоре, мада је то углавном била формалност, јер су отоманске снаге заузеле већину територије која им је обећана.
Акаки Чхенкели је у великој мери помогао обнављању аутокефалности Грузијске православне цркве и оснивању Грузијског универзитета у Тбилисију.

## Државне позиције
Чхенкели је био премијер и министар спољних послова Закавкаске демократске федеративне републике која је ујединила Јерменију, Азербејџан и Грузију; његов кабинет одражавао је разноликост републике, јер су Јермени заузимали четири места, Азербејџани пет, а Грузијци четири. Чхенкели је навео пет главних циљева новоформиране државе: израда устава; коначно дефинисање граница; окончање рата; сузбијање анархије у држави; и земљишну реформу.
Уз континуални притисак османских снага, Чхенкели је апеловао на остале грузијске вође да је независност Грузије најбољи пут деловања, на који су они пристали, формирајући Демократску Републику Грузију 26. маја 1918, а Чхенкели је остао на функцији министра спољних послова. У том својству потписао је уговор са немачким снагама на Кавказу ради заштите и отпутовао у Берлин на даље преговоре. 28. маја 1918. потписао је споразум о монополистичкој експлоатацији природних ресурса Грузије од стране Немачке. 8. септембра 1918. је добио  највиши војни орден Немачке за помоћ немачким окупационим телима. Са завршетком рата и поразом Немачке, Чхенкелија, који је био про-немачки, на месту министра спољних послова заменио је Евгени Гегечкори, који је био више про-француски. Водио је грузијску делегацију на Париској мировној конференцији, али тамо није постигао ништа за Грузију.
Изабран је у Уставотворну скупштину Грузије 1919. 26. јануара 1921. грузијска влада га је именовала за амбасадора у Француској; међутим, на дан када је предао акредитиве француском председнику, 26. фебруара, Црвена армија је окупирала Тбилиси, чиме је окончала Демократску Републику Грузију. Остао је у егзилу у Паризу, и био је против Совјетског Савеза све до своје смрти 1959. 
Активности Акаки Чхенкелија, као првог амбасадора Грузије, на дипломатским и јавним пољима у Француској трајале су још 13 година, до јула 1933, када ја грузијска амбасада престала да постоји. У егзилу Акаки се бавио књижевном активношћу, издавши књигу "Држава и нација".